# José Malhoa
José Malhoa (Caldas da Rainha, 28 aprile 1855 – Figueiró dos Vinhos, 26 ottobre 1933) è stato un pittore portoghese.

## Biografia
José Malhoa, il cui nome completo era José Vital Branco Malhoa, è stato un artista precoce, poiché a soli 12 anni fu ammesso all'Accademia di belle arti. Insieme a Columbano Bordalo Pinheiro ha rappresentato l'arte portoghese, nell'ambito della corrente pittorica del naturalismo, che si è sviluppato in Occidente nella seconda metà dell'Ottocento. Un centinaio di suoi dipinti - tra cui Praia das Maçãs e Autunno (1918) -  risentono della sensibilità e della morbidezza di tinte dell'Impressionismo.
José Malhoa ha dipinto anche soggetti storici e ritratti, come quello immaginario della regina Eleonora di Navarra e quello reale del re Carlo I del Portogallo. Insieme ad altri artisti, ha decorato interni di edifici pubblici, come il soffitto del Museo dell'Artiglieria a Lisbona. 
È sepolto nel Cemitério dos Prazeres nella freguesia di Estrela a Lisbona.
Nel 1934 venne inaugurato nella città natale dell'artista, Caldas da Rainha, il Museu de José Malhoa, col fine di accogliere e promuovere i suoi dipinti. Il museo raccoglie anche opere di altri artisti, in massima parte portoghesi, del XIX e XX secolo, ed è classificato come immobile di interesse pubblico dal 2002. Un'ampia retrospettiva della produzione di Malhoa è stata organizzata nel 1955, a Rio de Janeiro.

## Galleria d'immagini

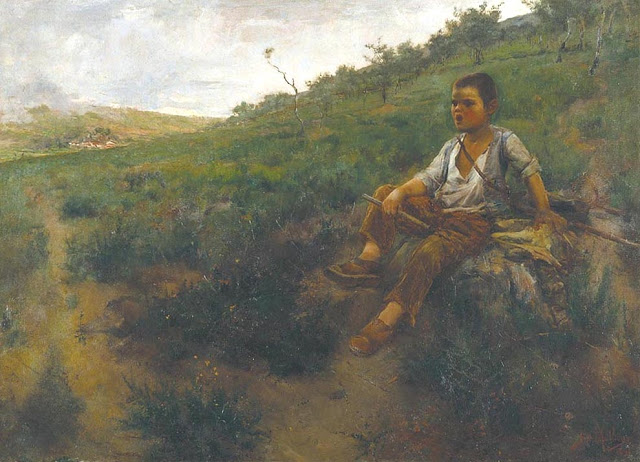
Grido alle pecore, 1891
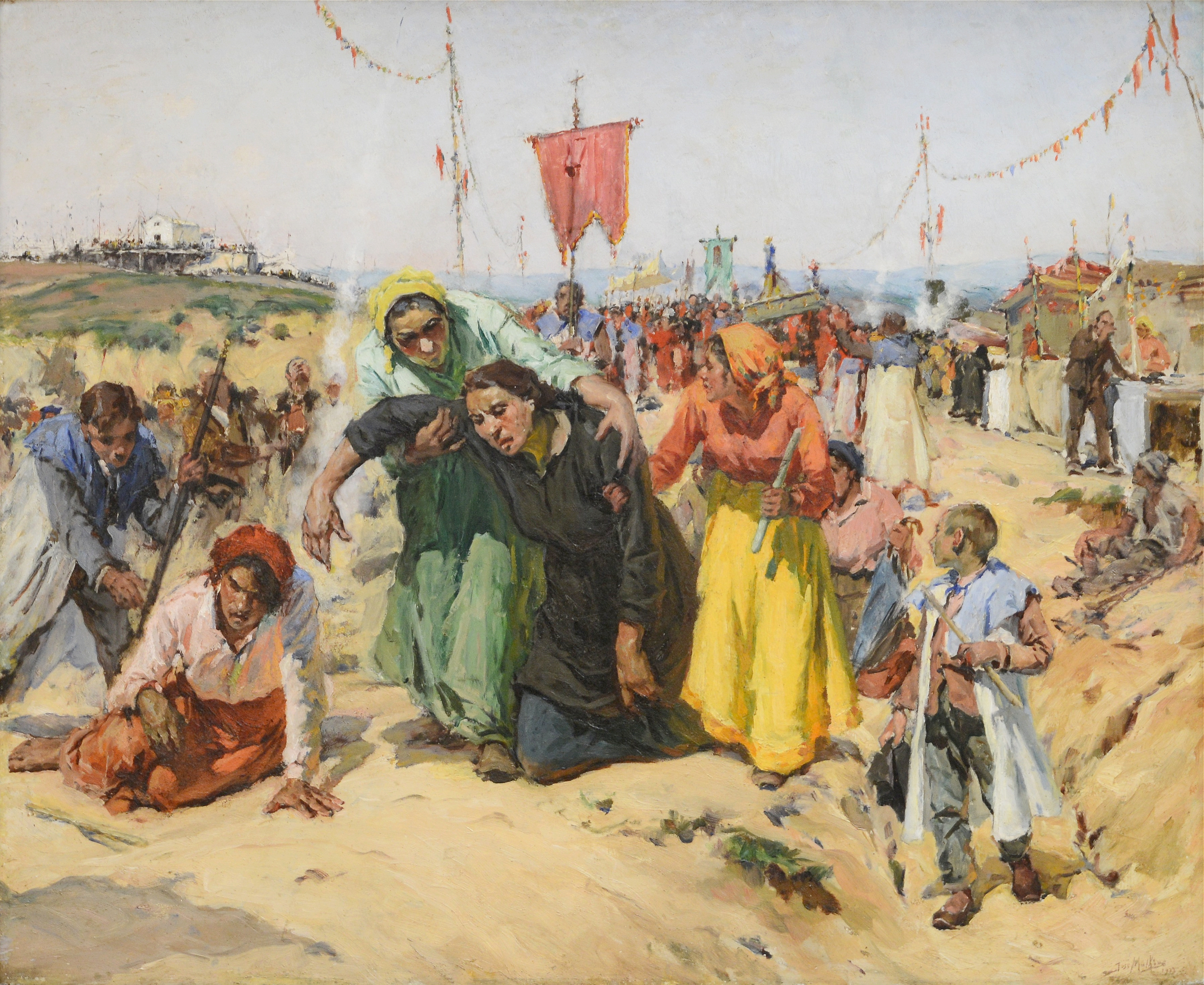
La promessa, 1933
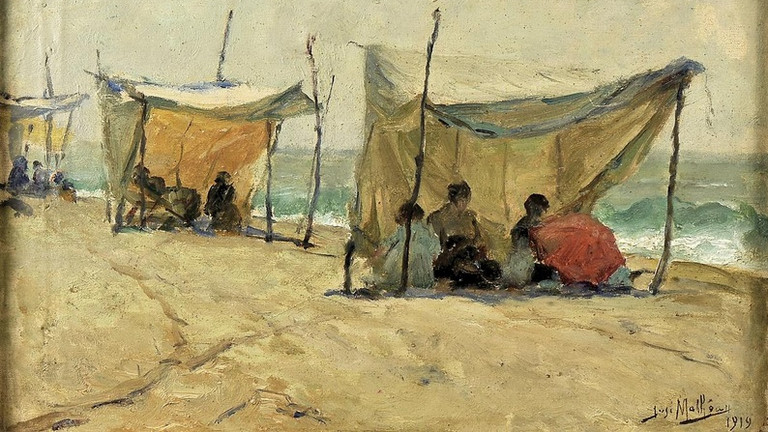
Spiaggia con teli e figure, 1919
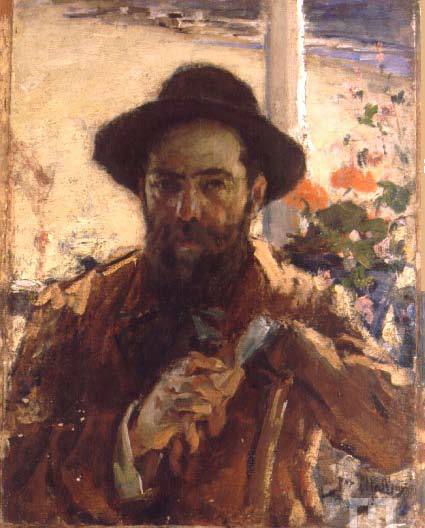
Roque Gameiro, 1904, Museu José Malhoa
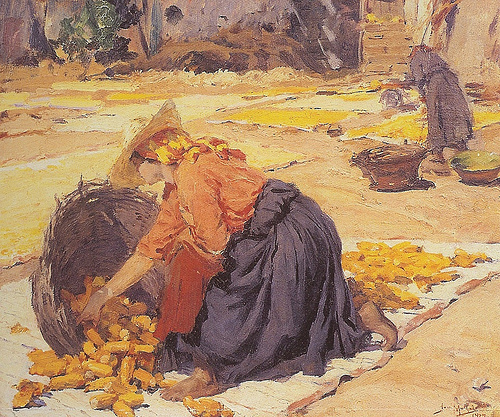
Angolo al sole, ante 1934, Museo nazionale Grão Vasco, Viseu
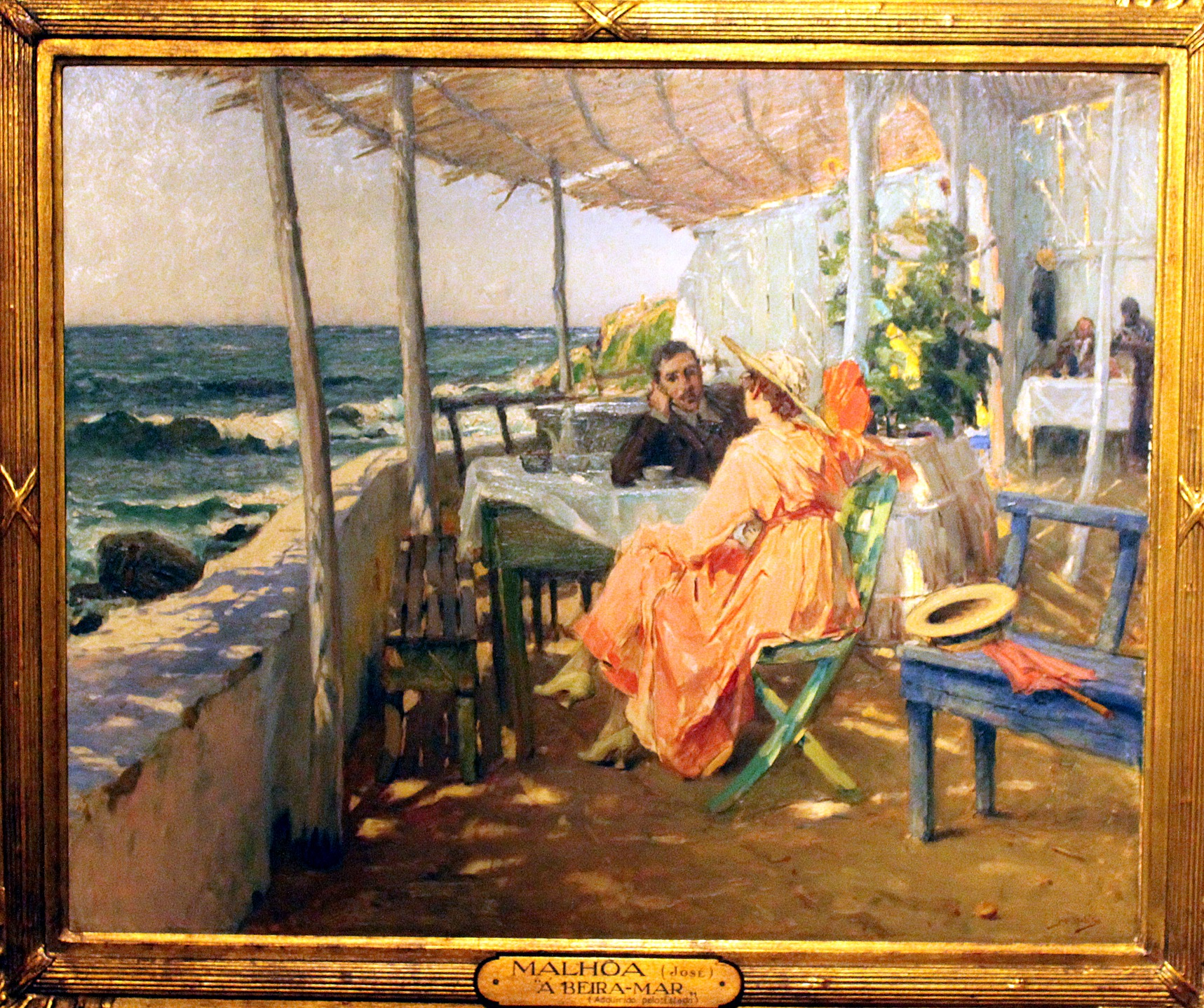
Casa-atelier di Malhoa sulla spiaggia, Museo nazionale di arte contemporanea del Chiado, Lisbona
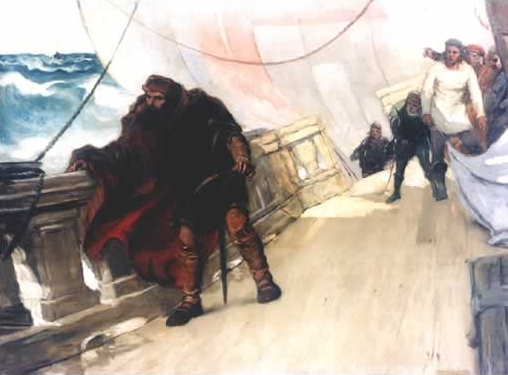
Scoperta del Brasile, Real Gabinete Português de Leitura, Rio de Janeiro
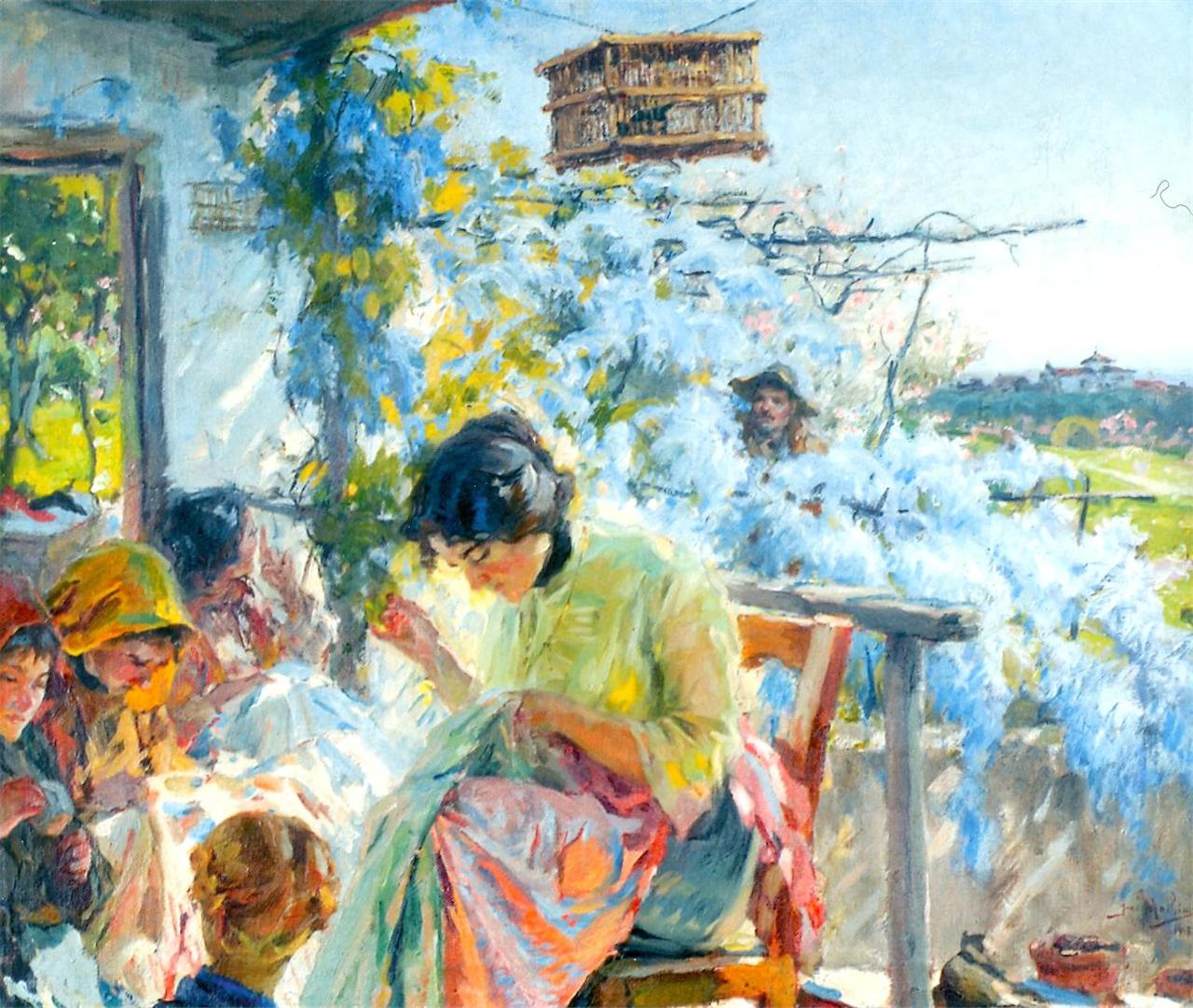
Veranda degli usignoli, 1915